# Luis Scola

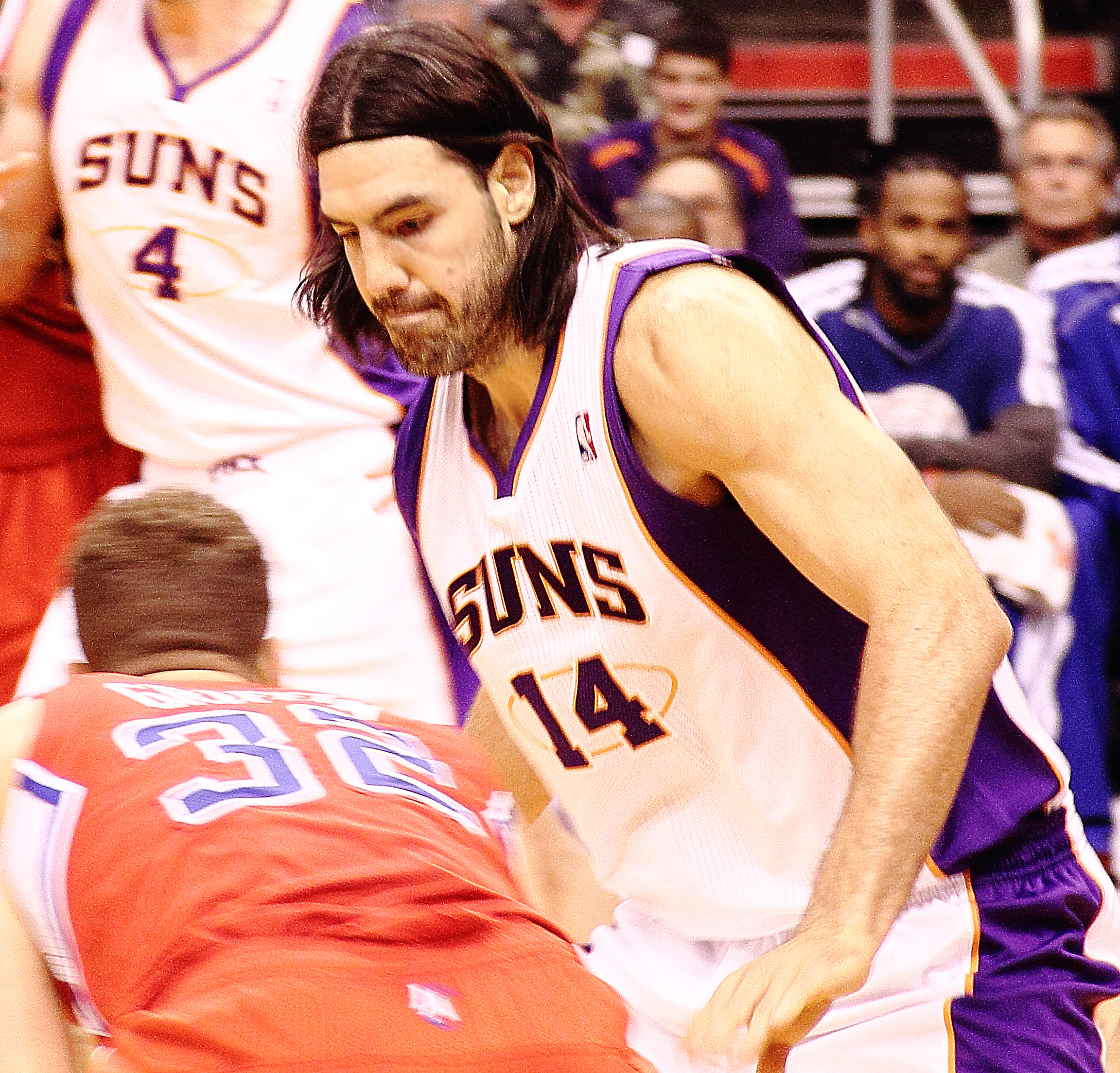
Scola w barwach Suns (grudzień 2012)

Luis Alberto Scola (ur. 30 kwietnia 1980 w Buenos Aires) – argentyński koszykarz występujący na pozycji silnego skrzydłowego, posiadający także hiszpańskie obywatelstwo, mistrz olimpijski z Aten, obecnie zawodnik Pallacanestro Varese.
Mierzący 206 cm wzrostu koszykarz zawodową karierę zaczynał w sezonie 1996/1997 w Ferro Oeste. W 1998 odszedł do grającego w drugiej lidze hiszpańskiego Cabitel Gijón, a w 2000 został graczem TAU Cerámica (m.in. mistrzostwo Hiszpanii 2002). W 2002 został wybrany przez San Antonio Spurs w drugiej rundzie w draftu z 56 numerem. Latem 2007 prawo do niego zostały przekazane do Houston i wkrótce podpisał kontrakt z tym zespołem.
W seniorskiej reprezentacji Argentyny debiutował w 1999. Pięciokrotnie brał udział w mistrzostwach świata (2002, 2006, 2010, 2014, 2019). Może się poszczycić złotem z Aten (w finale z Włochami zdobył 25 punktów i miał 11 zbiórek) i srebrnym medalem MŚ 2002. Posiada również hiszpańskie obywatelstwo.
W sezonie 2006/2007 po raz drugi w karierze został MVP sezonu ACB. Wcześniej to wyróżnienie przypadło mu w udziale w 2005. W lipcu 2013 w ramach wymiany zawodników przeszedł do Indiana Pacers.
W lipcu 2015 został zawodnikiem Toronto Raptors. 13 lipca 2016 podpisał umowę z klubem Brooklyn Nets. 27 lutego 2017 został zwolniony przez klub.
10 sierpnia 2018 dołączył do chińskiego Szanghaj Sharks.
29 września 2019 zawarł kontrakt z włoskim AX Armani Exchange Mediolan.
1 lipca 2020 podpisał roczny kontrakt, z możliwością rocznego przedłużenia, z włoskim Pallacanestro Varese.

## Osiągnięcia

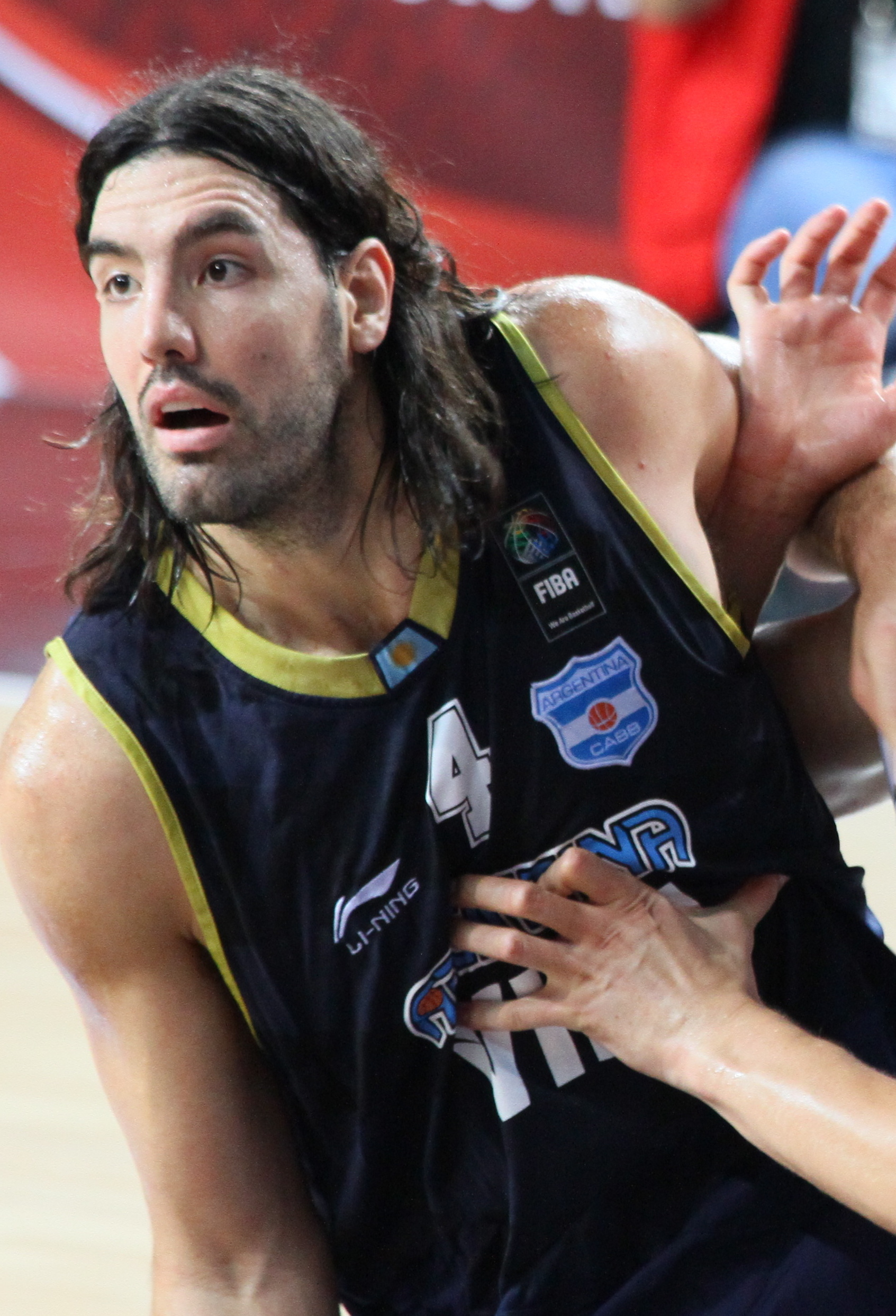
Luis Scola w barwach kadry Argentyny.

Stan na 22 stycznia 2021, na podstawie, o ile nie zaznaczono inaczej.

### NBA
- Zaliczony do składu I składu debiutantów NBA (2008)[11]
- 2-krotny uczestnik Rookie Challenge (2008-09)[12][13]
- Debiutant miesiąca (luty 2008)

### Europa
Drużynowe
- Mistrz Hiszpanii (2002)
- Wicemistrz:
  - Hiszpanii (2006)
  - Euroligi (2001, 2005)
- Zdobywca:
  - pucharu Hiszpanii (2002, 2004, 2006)
  - superpucharu Hiszpanii (2005, 2006)
- Finalista Pucharu Hiszpanii (2003)
- Awans do ligi ACB z Cabitel Gijón (1999)

Indywidualne
- MVP:
  - hiszpańskiej ligi ACB (2005, 2007)
  - superpucharu Hiszpanii (2006)
- Debiutant Roku ligi hiszpańskiej (1999/2000 według Gigantes del Basket)[14]
- Najlepszy:
  - rezerwowy ACB (2001, 2002 według magazynu Gigantes del Basket)
  - zawodnik Europy U–22 (2002 według Basket News)
- Uczestnik meczu gwiazd:
  - hiszpańskiej ligi ACB (2003)
  - wschodzących - Nike Hoop Summit (1998)[15]
- Zaliczony do:
  - I składu:
    - I składu Euroligi (2006, 2007)[16][17]
    - ACB (2004–2007)

  - II składu Euroligi (2005)[18]

### Reprezentacja

#### Seniorów
Drużynowe
- Mistrz:
  - igrzysk:
    - olimpijskich (2004)
    - panamerykańskich (2019)[19]

  - Ameryki (2001, 2011)
  - Ameryki Południowej (2001)
  - turnieju FIBA Diamond Ball (2008)
- Wicemistrz:
  - świata (2002, 2019)
  - Ameryki (2003, 2007, 2017)
  - Ameryki Południowej (1999)
  - Pucharu Kontynentalnego Tuto Marchanda (2007, 2013)
- Brązowy medalista:
  - olimpijski (2008)
  - mistrzostw Ameryki (1999, 2009, 2013)
  - turnieju FIBA Diamond Ball (2004)
- Uczestnik:
  - Igrzysk Olimpijskich (2004, 2008, 2012 – 4. miejsce)
  - mistrzostw świata (2002, 2006 – 4. miejsce, 2010 – 5. miejsce, 2014 – 11. miejsce, 2019)

Indywidualne
- MVP:
  - mistrzostw Ameryki (2007, 2009, 2011, 2015)[20]
  - turnieju:
    - przedolimpijskiego w Las Vegas (2007)
    - przed mistrzostwami świata w Portoryko (2009)
- Lider:
  - strzelców:
    - mistrzostw:
      - świata (2010)[21]
      - mistrzostw Ameryki (2009, 2011, 2015)

    - turnieju:
      - FIBA Diamond Ball (2008)[22]
      - Marchanda (2007)

  - igrzysk olimpijskich w skuteczności rzutów z gry (2004 – 65,5%)[23]
- Zaliczony do I składu mistrzostw:
  - świata (2010, 2019[24])
  - Ameryki (2009, 2011, 2013, 2015)

#### Młodzieżowe
Drużynowe
- Mistrz:
  - Ameryki Południowej do lat 21 (2000)
  - igrzysk panamerykańskich do lat 21 (2000)
  - Ameryki Południowej juniorów (1996)
- Wicemistrz Ameryki Południowej kadetów (1995)
- Brązowy medalista mistrzostw świata do lat 21 (2001)
- Uczestnik mistrzostw świata U–22 (1997)

Indywidualne
- MVP mistrzostw Ameryki Południowej U–21 (2000)
- Zaliczony do I składu mistrzostw świata U–21 (2001)